# Віктор Ген
Віктор Амандус (Амадеус) Ген (нім. Victor Amandus Hehn; 9 жовтня 1813, Дерпт, Ліфляндська губернія — 21 березня 1890, Берлін) — історик прибалтійсько-німецького походження. Автор численних робіт з культурної історії, літературознавства, а також дорожніх нарисів. Син секретаря Дерптського ландгеріхту Густава Генріха Гена (1775—1823); правнук історика Лівонії, бургомістра Дерпта Фрідріха Конрада Гадебуша; зять пастора Людвіга Августа Кербера.

## Біографія
Віктор Ген народився у сім'ї судді та секретаря Дерптського ландгерихту, а в минулому пастора церкви св. Марії в Отепяе. Через проблеми зі здоров'ям ще до народження сина батько був змушений залишити церковну службу, перебратися у Дерпт і перекваліфікуватися на юриста.
Початкову освіту Ген здобув у приватних училищах спочатку пані Берг, потім Астмуса Діттлера, закінчивши яке вступив до гімназії. Зі смертю батька у 1823 році сім'я почала відчувати проблеми з коштами, тому вже в гімназії хлопчику довелося підробляти, щоправда, це не завадило йому серйозно захопитися літературною творчістю. Вже у такі молоді роки він складав вірші, романси, написав повість. Його дитячі твори були помічені, хоча фурору Ген не справив.
Закінчивши гімназію, у 1830 році Ген вступив на історико-філологічний факультет Дерптського університету. Маючи можливість навчатися лише за умови постійної роботи, він одночасно працював вчителем і наглядачем в училищі Діттлера, де колись сам навчався.
У 1834 році Ген завершив навчання в університеті та, здобув за представленим твором: «Quaestiones Homerice» ступінь кандидата, у подальшому був приватним наставником спочатку у Могильові, потім Житомирі та, невдовзі, Вільно, де служив у будинку генерала, барона Ф. К. фон Гейсмара. Нарешті, повернувшись до Лівонії, Ген у Лимбажі вчителював у будинку барона Лілінфельда.
Так тривало до 1838 року, коли накопичивши невелику суму, Ген вирішив вирушити у тривалу мандрівку Європою. У Швецію він прибув морським шляхом, звідки зробив пішу подорож до Німеччини. У Берліні він затримався в університеті до літа наступного року. Саме тут Ген потрапив під вплив гегелівської філософії та познайомився з порівняльно-історичним мовознавством. Наприкінці травня 1839 року Ген здійснив подорож до Італії.
Пішки він спочатку дістався Праги, потім через Нюрнберг і Регенсбург до Мюнхена. Далі шлях проходив через Альпи до північної Італії. Кінцевим пунктом призначення був Рим. Пересуваючись Європою, Ген проводив природничо-наукові спостереження, які стали його «зоологічно-монографічним есе». Під час подорожі Італією він написав новелу "Прісцілла. Крім того, перебування в Італії викликало у Гена пристрасну любов до античного світу, що багато у чому визначило напрямок його подальших наукових праць. На зворотному шляху, у 1840 році Ген відвідав Францію, яка, щоправда, «не розбудила у ньому симпатії». Того ж літа через Бельгію та Німеччину він вирушив до рідної Лівонії.
Повернувшись влітку 1840 року додому, Ген вже у листопаді успішно прочитав пробну лекцію російською мовою та з наступного року як титулярний радник став вчителем Пернівського повітового училища. У ті роки Ген написав дві фундаментальні історико-географічні праці «Zur Charakteristik der Römer» та «Über die Physiognomie der italienischen Landschaft», присвячених Італії.
У липні 1846 року Гена запросили викладати німецьку мову до Дерптському університеті. Тут він відразу розширив сферу своєї діяльності та почав читати лекції про Гете, Шиллера, Вульфа та Нібелунгів. Вийшовши за рамки програми, Ген розмірковував зі студентами про німецьку та готську граматику, проводив заняття зі стилістики. На думку професора Томаса Татерки з Риги, Ген не обмежував себе викладанням давньої літератури та широко знайомив студентів з сучасними письменниками, яких в інших університетах стали вивчати лише через десятиліття.
Діяльність в університеті довелося невдовзі припинити. У 1851 році за надуманими обставинами Гена заарештували, відправили до Петербурга та помістили у Петропавлівську фортецю. Причиною цього стало його дружнє листування з баронесою Марією фон Брюнінгк протягом багатьох років, яка виявилася причетною до організації втечі з берлінської фортеці Шпандау засудженого до довічного ув'язнення німецького поета, художнього критика та революціонера Готфріда Кінкеля. Російська таємна поліція на прохання німецької влади заарештувала всіх, хто хоча б віддалено був пов'язаний із Кінкелем. Слідство тривало три місяці. У результаті провину Гена довести не вдалося і його випустили на волю. Але для вірності влада зобов'язала його під наглядом поліції проживати у Тулі. З 1851 до 1855 рік Віктор мешкав там на скромні заробітки приватного викладача музики.
Зі смертю Миколи I Гена помилували та майже відразу після протекції свого давнього друга — Е. Е. Беркгольця запросили до Петербурга на посаду надштатного бібліотекаря Імператорської публічної бібліотеки. Директором бібліотеки у ті роки був барон М. А. Корф — співучень А. С. Пушкіна у ліцеї. Заробіток виявився дуже низьким і Ген за кілька місяців служби вже збирався залишити Петербург, але у 1856 році у бібліотеці створили комісію з вивчення історії царювання Миколи I. Головними виконавцями цієї роботи Корф бачив Гена та Беркгольця. Його прохання на ім'я царя було задоволене, і обидва друзі, отримавши посади вищих бібліотечних наглядачів, увійшли до складу комісії.
Роки життя Гена у Петербурзі стали найбільш продуктивними на наукові праці та публікації. Крім написаного для комісії великого огляду зовнішньої політики Миколи I, Ген виступив із низкою доповідей у Петербурзької академії наук. У 1860-ті роки він написав кілька статей для журналу «Baltische Monatsschrift», головним редактором якого, на той час був Е. Е. Беркгольц. Крім того, Ген продовжив роботу над нотатками про італійську подорож.
16 квітня 1864 року Ген, на той час колезький радник, отримав призначення старшого бібліотекаря Імператорської публічної бібліотеки. Через 9 років, у 1873 році, вже в чині справжнього статського радника він пішов у відставку і невдовзі залишив Росію. Ген оселився у Берліні, де прожив ще 17 років. Цей період життя Гена виявився набагато менш продуктивним, хоча два університети, Марбурзький та Дерптський, надали йому ступінь почесного доктора. У Берліні Ген помер 9 березня 1890 року.
Віктор Ген відомий лише в Європі як німецькомовний письменник, який залишив дуже багату літературну спадщину, а також як один з найкращих знавців Гете та основоположник Курганної гіпотези походження носіїв індоєвропейських мов, яка остаточно сформувалася майже через 100 років — у 1950-ті роки. Саме Ген уперше поєднав результати археологічних і лінгвістичних досліджень для спроби визначення місця походження праіндоєвропейців. Тоді його ідеї були підтримані лише Отто Шрадером.
На заході нерідко наголошують на «антиросійськості» Гена. Підставою для цього є вельми вільне трактування його щоденників, виданих Теодором Шиманном у Штунгарті через два роки після смерті автора. У тенденційному викладі Шиманна, для Гена росіяни були варварами та дикими азійцями. Для Шиманна не залишилася непоміченою думка Гена, який у своїх археолого-лінгвістичних зіставленнях найбільш консервативними з усіх індоєвропейців вважав слов'ян. «Творчо розвинувши» міркування Гена, Шиманн мимоволі створив передумови для того, щоб десятиліття по тому нацисти використовували ідеї Гена у викладі Шиманна у своїй антислов'янській й антибільшовицькій риториці. Приписуючи Гену ненависть до всього російського, Шиманн не врахував, що отримавши дозвіл покинути Тулу Ген мав усі можливості виїхати з Імперії або хоча б повернутися до Лівонії, але він вибрав саме Петербург. Його творчість так чи інакше була пов'язана з Росією.

## Твори
- Kulturpflanzen und Hausthiere in ihrem Übergang aus Asien nach Griechenland und Italien sowie das übrige Europa. Historisch-linguistische Skizzen . Берлін 1870, 5. Aufl. 1888, 9. Aufl. 1963 = Reprint der 8. Aufl. von 1911. Рус. пер.: Культурні рослини та свійські тварини в їх переході з Азії до Греції, Італії, а також і в решту Європи, історико-лінгвістичні ескізи (1872)
- Die Physiognomie der italienischen Landschaft (1844)
- Italien, Ansichten und Streiflichter (1867), рос. пер.: Італія, погляди та помітні замітки (1872)
- Das Salz (1873)
- Gedanken über Goethe (1887)
- Über Goethes Hermann und Dorothea (1893)
- Tagebuchblätter (1892)
- Reisebilder aus Italien und Frankreich (1894)